# 2020-as svéd labdarúgó-bajnokság (másodosztály)
A 2020-as Superettan volt a 20. alkalommal megrendezett másodosztályú labdarúgó-bajnokság Svédországban. A pontvadászat 2020. június 16-án kezdődött és december 5-én ért véget.

## Csapatváltozások
| Feljutott a másodosztályba         | Kiesett a harmadosztályba              |
| ---------------------------------- | -------------------------------------- |
| Akropolis IF Ljungskile SK Umeå FC | IK Frej IF Brommapojkarna Syrianska FC |

## Résztvevő csapatok
| Csapat              | Székhely   | Stadion          | Befogadóképesség1 |
| ------------------- | ---------- | ---------------- | ----------------- |
| AFC Eskilstuna      | Eskilstuna | Tunavallen       | 7,800             |
| Akropolis IF        | Spånga     | Grimsta IP       | 5,000             |
| Dalkurd FF          | Uppsala    | Nya Studenternas | 10,000            |
| Degerfors IF        | Degerfors  | Stora Valla      | 12,500            |
| GAIS                | Göteborg   | Gamla Ullevi     | 18,416            |
| GIF Sundsvall       | Sundsvall  | Idrottsparken    | 7,700             |
| Halmstads BK        | Halmstad   | Örjans Vall      | 10,873            |
| IK Brage            | Borlänge   | Domnarvsvallen   | 6,500             |
| Jönköpings Södra IF | Jönköping  | Stadsparksvallen | 5,500             |
| Ljungskile SK       | Ljungskile | Skarsjövallen    | 8,000             |
| Norrby IF           | Borås      | Borås Arena      | 17,800            |
| Trelleborgs FF      | Trelleborg | Vångavallen      | 7,000             |
| Umeå FC             | Umeå       | Gammliavallen    | 10,000            |
| Västerås SK         | Västerås   | Iver Arena       | 7,000             |
| Örgryte IS          | Göteborg   | Gamla Ullevi     | 18,416            |
| Östers IF           | Växjö      | Visma Arena      | 12,000            |

- 1A Svéd Labdarúgó Szövetség honlapja szerint.[5]

## A bajnokság végeredménye
| Hely. | Csapat              | M  | Gy | D  | V  | G+ | G– | Gk  | P  | Továbbjutás vagy kiesés    |
| ----- | ------------------- | -- | -- | -- | -- | -- | -- | --- | -- | -------------------------- |
| 1.    | Halmstads BK (B, F) | 30 | 21 | 5  | 4  | 61 | 18 | +43 | 68 | feljutott az Allsvenskanba |
| 2.    | Degerfors IF (F)    | 30 | 19 | 6  | 5  | 64 | 30 | +34 | 63 | feljutott az Allsvenskanba |
| 3.    | Jönköpings Södra IF | 30 | 18 | 5  | 7  | 52 | 34 | +18 | 59 | Rájátszás                  |
| 4.    | Östers IF           | 30 | 15 | 6  | 9  | 41 | 36 | +5  | 51 |                            |
| 5.    | Akropolis IF        | 30 | 10 | 15 | 5  | 44 | 39 | +5  | 45 |                            |
| 6.    | GIF Sundsvall       | 30 | 12 | 7  | 11 | 53 | 48 | +5  | 43 |                            |
| 7.    | Västerås SK         | 30 | 11 | 6  | 13 | 40 | 44 | −4  | 39 |                            |
| 8.    | IK Brage            | 30 | 11 | 6  | 13 | 38 | 44 | −6  | 39 |                            |
| 9.    | AFC Eskilstuna      | 30 | 11 | 4  | 15 | 36 | 49 | −13 | 37 |                            |
| 10.   | GAIS                | 30 | 9  | 9  | 12 | 30 | 41 | −11 | 36 |                            |
| 11.   | Norrby IF           | 30 | 8  | 10 | 12 | 39 | 41 | −2  | 34 |                            |
| 12.   | Örgryte IS          | 30 | 9  | 6  | 15 | 34 | 43 | −9  | 33 |                            |
| 13.   | Trelleborgs FF (O)  | 30 | 8  | 8  | 14 | 33 | 41 | −8  | 32 | Osztályozó                 |
| 14.   | Dalkurd FF (K)      | 30 | 6  | 11 | 13 | 33 | 42 | −9  | 29 | Osztályozó                 |
| 15.   | Umeå FC (K)         | 30 | 5  | 12 | 13 | 25 | 47 | −22 | 27 | Kiesik a Division 1-be     |
| 16.   | Ljungskile SK (K)   | 30 | 5  | 8  | 17 | 24 | 50 | −26 | 23 | Kiesik a Division 1-be     |

### Osztályozó
| 2020. december 9. 18:00 UTC+1 |

| Landskrona BoIS             | 2–0         | Dalkurd FF |
| --------------------------- | ----------- | ---------- |
| L. Olsson 25' Petersson 51' | Jegyzőkönyv |            |

| Landskrona IP, Landskrona Játékvezető: Per Melin |

| 2020. december 13. 15:00 UTC+1 |

| Dalkurd FF | 1–1         | Landskrona BoIS |
| ---------- | ----------- | --------------- |
| Holm 46'   | Jegyzőkönyv | F. Olsson 80'   |

| Nya Studenternas, Uppsala Játékvezető: Victor Wolf |

Landskrona Bols nyert 3–1-es összesítéssel.
| 2020. december 9. 18:00 UTC+1 |

| IF Brommapojkarna | 1–1         | Trelleborgs FF |
| ----------------- | ----------- | -------------- |
| Fallenius 82'     | Jegyzőkönyv | Safiu 89'      |

| Grimsta IP, Stockholm Játékvezető: Granit Maqedonci |

| 2020. december 13. 15:00 UTC+1 |

| Trelleborgs FF                            | 1–1         | IF Brommapojkarna                    |
| ----------------------------------------- | ----------- | ------------------------------------ |
| Håkansson 26'                             | Jegyzőkönyv | Nilsson 90+2'                        |
| Büntetőpárbaj                             |             |                                      |
| Camara Jönsson E. Andersson Björkén Safiu | 4–1         | Haglund Arvidsson Sandberg Magnusson |

| Vångavallen, Trelleborg Játékvezető: Fredrik Klitte |

2–2 összesítve, Trelleborgs FF nyert 4-1-re büntetőkkel.

## Statisztika
| # | Játékos                | Klub                | Gólok |
| - | ---------------------- | ------------------- | ----- |
| 1 | Pontus Engblom         | GIF Sundsvall       | 20    |
| 2 | Johan Bertilsson       | Degerfors IF        | 19    |
| 3 | Victor Edvardsen       | Degerfors IF        | 15    |
| 4 | Samuel Nnamani         | AFC Eskilstuna      | 13    |
| 4 | Rasmus Wiedesheim-Paul | Halmstads BK        | 13    |
| 6 | Mikael Boman           | Halmstads BK        | 12    |
| 7 | Edin Hamidović         | Jönköpings Södra IF | 11    |
| 8 | Villiam Dahlström      | Degerfors IF        | 10    |

| # | Játékos           | Klub           | Gólpassz |
| - | ----------------- | -------------- | -------- |
| 1 | Samuel Kroon      | Halmstads BK   | 11       |
| 1 | Wilhelm Loeper    | AFC Eskilstuna | 11       |
| 3 | Sadat Karim       | Halmstads BK   | 10       |
| 4 | Villiam Dahlström | Degerfors IF   | 9        |
| 4 | Victor Edvardsen  | Degerfors IF   | 9        |
| 4 | Erik Lindell      | Degerfors IF   | 9        |
| 4 | Dennis Olsson     | GIF Sundsvall  | 9        |
| 8 | Axel Lindahl      | Degerfors IF   | 8        |

### Mesterhármast elérő játékosok
| Játékos                | Csapat         | Ellenfél            | Végeredmény | Dátum                |
| ---------------------- | -------------- | ------------------- | ----------- | -------------------- |
| Rasmus Wiedesheim-Paul | Halmstads BK   | Jönköpings Södra IF | 3–0         | 2020. június 27.     |
| Anton Lundin           | IK Brage       | Ljungskile SK       | 1–3         | 2020. július 8.      |
| Fatawu Safiu           | Trelleborgs FF | Dalkurd FF          | 4–1         | 2020. július 25.     |
| Johan Bertilsson       | Degerfors IF   | Östers IF           | 3–1         | 2020. július 29.     |
| Robin Strömberg        | Norrby IF      | Västerås SK         | 3–1         | 2020. szeptember 13. |
| Rasmus Wiedesheim-Paul | Halmstads BK   | Umeå FC             | 4–0         | 2020. szeptember 16. |
| Johan Bertilsson       | Degerfors IF   | Umeå FC             | 0–6         | 2020. szeptember 21. |
| Bubacarr Jobe          | Örgryte IS     | Östers IF           | 4–1         | 2020. október 24.    |

### Sárga és piros lapok

#### Játékosok
- Legtöbb sárga lap: 9
  -  Enis Ahmetovic (Umeå FC)
  -  Filip Almström Tähti (Västerås SK)
  -  James Keene (Östers IF)
  -  Oscar Lundin (IK Brage)
- Legtöbb piros lap: 2
  -  Linus Dahl (Ljungskile SK)

#### Klubcsapatok
- Legtöbb sárga lap: 59
  - IK Brage
- Legtöbb piros lap: 5
  - Jönköpings Södra IF